# 中国共产党新田县委员会
中国共产党新田县委员会（简称中共新田县委）是中国共产党在湖南省永州市新田县的领导机关。

## 沿革

### 反腐败工作
2015年6月24日，龚新智涉嫌“严重违纪”接受湖南省纪委监委立案调查，10月23日遭到免职处分，11月4日检察机关以涉嫌“受贿罪”决定逮捕龚新智。2017年4月，永州市中级人民法院以“犯受贿罪、滥用职权罪”判处其有期徒刑11年，并且处罚金100万元。
2021年9月，唐军涉嫌严重违纪违法，主动投案，接受湖南省纪委监委纪律审查和监察调查。2021年12月6日，唐军遭到开除党籍开除公职（双开）处分。

## 职责
根据《中国共产党地方委员会工作条例》，中国共产党地方委员会主要实行政治、思想和组织领导，承担下列职能：
1. 对本地区重大问题作出决策。
2. 通过法定程序使党组织的主张成为地方性法规、地方政府规章或者其他政令。
3. 加强对本地区宣传思想文化工作的领导，牢牢掌握意识形态工作领导权、话语权。
4. 按照干部管理权限任免和管理干部，向地方国家机关、政协组织、人民团体、国有企事业单位等推荐重要干部。
5. 支持和保证人大、政府、政协、法院、检察院、人民团体等依法依章程独立负责、协调一致地开展工作，发挥这些组织中党组的领导核心作用。
6. 加强对本地区群团工作和统一战线工作的领导。
7. 动员、组织所属党组织和广大党员，团结带领群众实现党的目标任务。

## 历任书记
| 姓名   | 就任日期  | 卸任日期   | 备注   |
| ------ | --------- | ---------- | ------ |
| 张智勇 | 2007年4月 | 2008年11月 |        |
| 龚新智 | 2009年1月 | 2014年1月  | [ 7 ]  |
| 唐军   | 2014年1月 | 2021年5月  | [ 8 ]  |
| 秦山成 | 2021年5月 | 2024年1月  | [ 9 ]  |
| 陈雄   | 2024年2月 |            | [ 10 ] |